# لوسي روز
لوسي روز (بالإنجليزية: Lucy Rose)‏ هي مغنية مؤلفة ومغنية بريطانية، ولدت في 20 يونيو 1989 في كامبرلي في المملكة المتحدة.

## وصلات خارجية
- الموقع الرسمي
- لوسي روز على موقع ميوزك برينز (الإنجليزية)
- لوسي روز على موقع أول ميوزيك (الإنجليزية)
- لوسي روز على موقع ديسكوغز (الإنجليزية)